# Vince Lombardi
Vincent Lombardi (11. lipnja 1913. – 3. rujna 1970.), legendarni američki sportski trener, jedan od najvećih u povijesti sporta američki nogomet. Rodio se u Brooklynu, New York. Roditelji su mu bili Talijani, otac mesar, majka kći brijača. Odrastao je u južnom Brooklynu, gdje je završio osnovnu školu. Onda je krenuo u sjemenište da bi postao katolički svećenik. Taj program traje 6 godina, no Lombardi je otišao nakon 4 godine. Prebacio se u svjetovnu srednju školu, i postao član ekipe igrača američkog nogometa. Na to nije potican dok je bio u sjemeništu. Ipak, ostao je predan katolicizmu čitav život.
Postigao je uspjeh u sportu. U školi je bio malo iznad prosjeka. Diplomirao je 5 dana nakon 24. rođendana.
Nakon toga je obavljao razne poslove, a još se i dodatno školovao. Ženi se u 26. godini.
Osvojio je prva dva Super Bowla. Pet prvenstava NFL-a osvojio je s Green Bay Packersima u 9 godina koliko ih je trenirao.
Trenirao je samo dvije momčadi.1970. dijagnosticiran mu je rak probavnog trakta. Zbog metastaza umro je deset tjedana nakon toga.